# 심진보
심진보(1983년 11월 4일 ~ 2018년 3월 5일)는 대한민국의 배우이다. 그의 대표작에는 TV 드라마  《막돼먹은 영애씨 시즌9》 , 《막돼먹은 영애씨 시즌10》, 《막돼먹은 영애씨 시즌11》 등이 있다.

## 이력
2002년 뮤지컬배우로 첫 데뷔하였고 2007년에 연극 무대에 오른 그는 2011년 tvN 드라마 막돼먹은 영애씨 시즌9로 정식 텔레비전 연기자로 데뷔하였다. 막돼먹은 영애씨 시즌11까지 출연하였다. 데뷔전부터 독립영화 현장에서 연기 경험을 쌓으며 안녕?허대짜수짜님! 등 출연하며 배우로서 활동 중에 있었으나, 2018년 3월 5일 심장마비로 갑작스럽게 사망했다.

## 프로필
- 출생: 1983년 11월 4일
- 사망: 2018년 3월 5일
- 신체: 173cm, 50kg
- 학력: 연세대학교 환경공학과 졸업, 서울예술대학 방송연예과 졸업
- 취미: 인라인 스케이트 타기
- 특기 : 피아노, 바리스타

## 작품 활동

### TV 드라마
| 연도            | 방송사 | 제목                   | 역할      | 비고   |
| --------------- | ------ | ---------------------- | --------- | ------ |
| 2012년 ~ 2013년 | tvN    | 《막돼먹은 영애씨 11》 | 심진보 역 | 드라마 |
| 2012년          | tvN    | 《막돼먹은 영애씨 10》 | 심진보 역 | 드라마 |
| 2011년 ~ 2012년 | tvN    | 《막돼먹은 영애씨 9》  | 심진보 역 | 드라마 |

### 영화
- 2008년 《안녕?허대짜수짜님!》 ... 대수손자 역